# Moeghanlo
Moeghanlo (Georgisch: მუღანლო), ook bekend als Jormoeghanlo (იორმუღანლო), is een dorp in het zuidoosten van Georgië met 2.169 inwoners (2014), gelegen in de gemeente Sagaredzjo in de regio Kacheti. Het dorp is gesitueerd op 460 meter boven zeeniveau langs de rivier de Iori en ligt ongeveer 25 kilometer ten zuidoosten van het gemeentelijk centrum Sagaredzjo en 75 kilometer van hoofdstad Tbilisi. 
Moeghanlo vormt samen met het direct aanpalende en iets grotere Kesjalo een administratieve gemeenschap (თემი, temi) en kent een geheel etnisch Azerbeidzjaanse bevolking. 

## Gaswinning
Sinds 2014 wordt er door het Amerikaanse Frontera Resources bij Moeghanlo gas gewonnen uit het grote Mtsare Chevi gas- en olieveld dat het zuidoosten van Kacheti en een deel van Azerbeidzjan beslaat. In de nabijgelegen gemeente  Dedoplistskaro wordt op meerdere plekken door Frontera olie uit het Mtsare Chevi-veld gewonnen.
Het bedrijf kreeg vanaf 2018 te maken met conflicten met de Georgische overheid die een internationale arbitragezaak aanspande vanwege contractbreuk. Het 20-jarige concessiecontract verliep in 2017 en Frontera weigerde de gronden die het in gebruik had terug te geven aan de staat.

## Demografie
Volgens de volkstelling van 2014 had Moeghanlo 2.169 inwoners. Het dorp is historisch bewoond door Azerbeidzjanen.
| Aantal                                     | 376 |  | 1.830 | 2.169 |
| Verantwoording data: 1923 - 2014 via Noot: |     |  |       |       |